# Nguse Amlosom
Nguse Tesfaldet Amlosom (né le 10 novembre 1986 à Asmara) est un athlète érythréen, spécialiste du fond.

## Biographie
Lors des Jeux olympiques d'été de 2012 à Londres, il termine 15e du 10 000 m. Lors des championnats du monde à Moscou, l'année suivante, il est finaliste en se classant 8e de la même épreuve.
Lors des Championnats d'Afrique d'athlétisme en 2014, il devient le premier athlète érythréen à remporter une médaille aux Championnats d'Afrique d'athlétisme.
Amlosom termine 9e du 10 000 m lors des Jeux olympiques de 2016 à Rio.

## Palmarès
| Date | Compétition                            | Lieu           | Résultat | Épreuve     | Performance    |
| ---- | -------------------------------------- | -------------- | -------- | ----------- | -------------- |
| 2012 | Jeux olympiques                        | Londres        | 15e      | 10 000 m    | 27 min 56 s 78 |
| 2013 | Championnats du monde                  | Moscou         | 8e       | 10 000 m    | 27 min 29 s 01 |
| 2014 | Championnats du monde de semi-marathon | Copenhague     | 5e       | Individuel  | 1 h 0 min 0 s  |
| 2014 | Championnats du monde de semi-marathon | Copenhague     | 1er      | Par équipes |                |
| 2014 | Championnats d'Afrique                 | Marrakech      | 1er      | 10 000 m    | 28 min 11 s 07 |
| 2014 | Coupe continentale                     | Marrakech      | 3e       | 5 000 m     | 13 min 31 s 31 |
| 2015 | Championnats du monde                  | Pékin          | 13e      | 10 000 m    | 28 min 14 s 72 |
| 2016 | Championnats du monde de semi-marathon | Cardiff        | 13e      | Individuel  | 1 h 1 min 54 s |
| 2016 | Championnats du monde de semi-marathon | Cardiff        | 3e       | Par équipes |                |
| 2016 | Jeux olympiques                        | Rio de Janeiro | 9e       | 10 000 m    | 27 min 30 s 79 |

## Records
| Épreuve       | Performance     | Lieu           | Date             |
| ------------- | --------------- | -------------- | ---------------- |
| 5 000 m       | 13 min 30 s 22  | New York       | 13 juin 2015     |
| 10 000 m      | 27 min 28 s 10  | Wageningue     | 30 mai 2012      |
| 10 kilomètres | 28 min 19 s     | Groesbeek      | 3 juin 2012      |
| 15 kilomètres | 42 min 28 s     | Nimègue        | 18 novembre 2012 |
| Semi-marathon | 59 min 39 s     | Ras el Khaïmah | 14 février 2014  |
| Marathon      | 2 h 10 min 15 s | Ampugnano      | 11 avril 2021    |